# E-Defense
La Instalación de Pruebas de Terremotos a Gran Escala en 3-D o E-Defense (en japonés: E-ディフェンス) es la instalación de un simulador sísmico en Miki, Prefectura de Hyōgo, Japón. Operado por el Instituto Nacional de Investigación de Ciencias de la Tierra y Resiliencia ante Desastres (NIED) de Japón, fue el simulador sísmico en 3D más grande del mundo cuando se puso en servicio.

## Historia
Después del destructivo gran terremoto de Hanshin-Awaji de 1995, la Agencia de Ciencia y Tecnología estableció una conferencia de mesa redonda que, en mayo de 1996, recomendó que se fundara un centro de investigación sísmica para prevenir futuros daños sísmicos en zonas urbanas. Se recomendó que el centro de investigación tuviera una mesa vibratoria tridimensional.
El desarrollo de los actuadores de la mesa comenzó en 1995, y el diseño y la construcción de E-Defense comenzaron en 1998 o 1999 (las fuentes varían), con la intención de replicar los movimientos del suelo del Gran Terremoto de Hanshin-Awaji. Los sistemas de maquinaria de Mitsubishi Heavy Industries diseñaron y construyeron la instalación, que está ubicada en el Parque Conmemorativo del Desastre del Terremoto de Miki. La construcción de los cimientos de la mesa comenzó en 1999 y finalizó en 2001. Las operaciones comenzaron en 2005 después de un costo total de construcción de 45 mil millones de yenes. El apodo «E-Defense» fue seleccionado en una competencia pública, y la letra «E» representa a la Tierra.
E-Defense no pudo reproducir los movimientos del terreno del terremoto de Tōhoku de 2011 debido al largo período y la larga duración del temblor. NIED intentó simular los movimientos del suelo de este terremoto durante cinco minutos, pero inicialmente sólo pudo gestionar 1,5 minutos de vibración debido a la falta de aceite para los actuadores. Después de instalar más acumuladores y agregar válvulas de derivación a los actuadores, lograron el objetivo de cinco minutos de agitación sostenida.: 987 

## Instalación
La mesa mide 20 por 15 metros (una superficie de 300 metros cuadrados), lo que la convierte en la mesa vibratoria sísmica más grande del mundo cuando se construyó. Puede moverse en las direcciones x, y, z y realizar rotaciones de guiñada, cabeceo y balanceo. Puede acelerar hasta 1 g horizontalmente en ambas direcciones y hasta 1,5 g verticalmente. Puede tener una carga útil máxima de 1200 toneladas. La mesa tiene cinco actuadores horizontales para ambas direcciones y 14 actuadores verticales, cada uno con una fuerza motriz máxima de 4500 kilonewtons. Pueden generar frecuencias con buena precisión de hasta 15 hertz y se puede aumentar a 30 hertz con menor precisión. Se colocan juntas universales entre los actuadores y la mesa.
La instalación está situada en un terreno de seis hectáreas, que incluye varios edificios. Estos son el edificio de experimentos, que contiene la mesa vibratoria; el edificio de operaciones, que contiene el sistema de control de la mesa vibratoria; el edificio de la unidad hidráulica, que contiene el equipo que alimenta la mesa vibratoria; y el edificio de preparación, donde se preparan las estructuras de prueba.

## Experimentos
En 2020 se realizaron 113 experimentos en la mesa, con un promedio de 7,1 experimentos por año.: 986  Los experimentos son proyectos llevados a cabo por el NIED, proyectos llevados a cabo conjuntamente por el NIED y otras organizaciones, o proyectos llevados a cabo por otras organizaciones.: 986  La mayor parte del tiempo de diseño y construcción de los experimentos se lleva a cabo fuera de las instalaciones principales de E-Defense para maximizar el uso de la mesa. Las estructuras experimentales se colocan sobre la mesa mediante dos grúas con una capacidad de carga máxima combinada de 9000 kilonewtons.
Debido al alto costo de realizar los experimentos, la política de E-Defense es que los resultados no sean propiedad intelectual de los conductores de los experimentos sino que sean compartidos por la comunidad internacional de ingeniería sísmica. Esto es para que los resultados puedan tener un alto impacto.: 992 

## Lectura adicional
- «E-Defense Experiments On Full-Scale Wooden Houses». World Conference on Earthquake Engineering. 2008.

- Datos: Q11197385